# Capitonius subcrusta
Capitonius subcrusta är en stekelart som beskrevs av Pitz och Michael J. Sharkey 2007. Capitonius subcrusta ingår i släktet Capitonius och familjen bracksteklar. Inga underarter finns listade.